# Супруни (Україна)
Супруни́ — село в Україні, у Лебединській міській громаді Сумського району Сумської області. Населення становить 10 осіб. До 2020 орган місцевого самоврядування — Великовисторопська сільська рада. 

## Географія
Село Супруни знаходиться на правому березі річки Легань, вище і нижче за течією примикає село Великий Вистороп.

## Історія
12 червня 2020 року, відповідно до Розпорядження Кабінету Міністрів України № 723-р «Про визначення адміністративних центрів та затвердження територій територіальних громад Сумської області» увійшло до складу Лебединської міської громади.
19 липня 2020 року, після ліквідації Лебединського району, село увійшло до Сумського району.